# Ключ 66
Ключ 66 (трад. и упр. 攴, 攵) — ключ Канси со значением «стук»; один из 34, состоящих из четырёх штрихов.
В словаре Канси есть 296 символа (из 49 030), которые можно найти c этим радикалом.

## История
Древняя идеограмма изображала руку с палкой.
Современный иероглиф употребляется в значении «ударять».
Иероглиф является сильным ключевым знаком.

Техника написания
Техника написания
Вид в Цзягувэнь
Вид в большой печати Чжуаньшу
Вид в малой печати Чжуаньшу

В словарях находится под номером 66.

## Значение
1. Ударять
2. Бить

## Варианты прочтения
- кит. 攴, 攵, пиньинь pū, пху.
- яп. ぼく, boku, бокэ.
- кор. 칠 chil, чиль?, 복 bok, бок?.

## Примеры иероглифов
| Доп. штрихи | Иероглифы                                                                                    |
| ----------- | -------------------------------------------------------------------------------------------- |
| 0           | 攴 攵                                                                                        |
| 2           | 收 攷                                                                                        |
| 3           | 攸 改 攺 攻 攼                                                                               |
| 4           | 攽 放 敌                                                                                     |
| 5           | 政                                                                                           |
| 6           | 㪇 㪈 㪉 𢼨 敊 敋 敌 𣁋 㚇 敆 敇 效 敉                                                       |
| 7           | 㪊 㪋 㪌 㪍 㪎 𢽙 啟 敍 敎 敏 敚 敐 救 敒 敓 敔 敕 敖 敗 敘 教 敏 敖                         |
| 8           | 㪏 㪚 㪐 㪑 㪒 㪓 㪔 㪕 㪖 敩 㪗 敨 㪘 㪙 𢽚 𢽼 𢽴 敜 敝 敞 敟 敪 敭 敠 敡 敢 散 敤 敥 敦 敧 |
| 9           | 敬 㪛 㪜 㪝 㪞 㪟 敫 敬 敮 敯 数                                                             |
| 10          | 㪠 㪡 㪢 㪣 敱 敲 敳                                                                         |
| 11          | 㪤 㪥 㪦 𢿌 敺 敻 整 敵 敶 敷 數 敹                                                          |
| 12          | 㪧 㪨 㪩 㪪 𢿣 𢿨 𢿫 𢿼 敼 敽 敾 敿                                                          |
| 13          | 斀 斁 斂                                                                                     |
| 14          | 㪫 㪬 贁 斃                                                                                  |
| 15          | 𣀟 斄                                                                                        |
| 16          | 㪭 斅 斆                                                                                     |
| 17          | 㪮                                                                                           |
| 18          | 𣀳                                                                                           |

- Примечание: Ваш браузер может отображать иероглифы неправильно.